# Phaeoptyx
Los "peces cardenal" del género Phaeoptyx son peces marinos de la familia apogónidos, distribuidos por el mar Caribe, el Golfo de México y las costas tropicales del océano Atlántico.
Su hábitat está asociado a arrecifes de coral, en mares tropicales de escasa profundidad donde se esconden entre el coral o entre las rocas y grava del fondo.
Su tamaño máximo es de unos 9 cm, teniendo melanóforos en la piel que les dan características pigmentaciones.

## Especies
Existen sólo tres especies válidas en este género:
- Phaeoptyx conklini (Silvester, 1915) - Cardenal pecoso.
- Phaeoptyx pigmentaria (Poey, 1860) - Cardenal prieto, Cardenal pigmentado o Cardenal estrellado.
- Phaeoptyx xenus (Böhlke y Randall, 1968) - Cardenal violáceo o Cardenal esponjero.